# 仲吉玲亜
仲吉 玲亜（なかよし れいあ、2005年〈平成17年〉12月19日 - ）は、日本の女優。東京都出身。スターダストプロモーション所属。

## 経歴
中学2年生の時、祖父母の家の近くで買い物をしていた時にスカウトされ、スターダストプロモーションに所属。最初はモデル志望だった。
2020年1月 - 3月、テレビ東京系ドラマBiz『病院の治しかた〜ドクター有原の挑戦〜』の倉嶋沙羅役でテレビドラマ初出演、女優デビューとなる。
2024年3月、高校を卒業後、英語を学ぶために大学進学をしている。
2024年5月3日公開の映画『水深ゼロメートルから』で、2021年11月の舞台に引き続き、メインキャスト4名のうちのミク役で出演。

## 人物
- 趣味はダンス、ショッピング、音楽を聴くこと、野球観戦[1]。小さい頃からのカープファン[7]。
- 特技は歌、ドラム、水泳[1]。中学では吹奏楽部に所属していて、パートは打楽器、主にドラムを担当していた[2]。高校2年生からスクールに通い始めて、今もドラムを叩いている[2][8]。
- 好きな食べ物は麺類、ピスタチオ、納豆、もずくで、嫌いな食べ物はレーズンとかぼちゃ[3]。
- 好きなタイプは、目標に向けて頑張ってる人、面白い人、思いやりがある人[3]。
- 憧れの人は、永野芽郁と満島ひかりで、 演技はもちろん、人柄やスタイルなど本当に素敵で大好きとのこと[3][9]。
- 今後、演じてみたい役はヤンキー役など喧嘩が強い女の子や『けいおん!』のような歌や楽器が得意な女の子など[8][3]。
- 一番大切にしている考え方は、人生に必要のない経験はないということ[3][注 1]。

## 出演

### テレビドラマ
- 病院の治しかた〜ドクター有原の挑戦〜（2020年1月20日 - 3月9日、テレビ東京） - 倉嶋沙羅 役[4]
- 心霊内科医 稲生知性 第3話（2023年3月30日、フジテレビ） - 黒沢雪美 役[10][11]
- バツイチがモテるなんて聞いてません 第6話（2023年3月31日、毎日放送） - 横沢花梨 役[3][10]
- GTOリバイバル（2024年4月1日、関西テレビ・フジテレビ） - 須之部さくら 役[10]
- 恋愛革命（2025年1月12日 - 3月16日、朝日放送テレビ） - 岡田恵子 役[12]

### 映画
- 交換ウソ日記（2023年7月7日、松竹） - クラスメイト 役[13][14]
- 水深ゼロメートルから（2024年5月3日、SPOTTED PRODUCTIONS） - ミク 役[6]

### 舞台
- 清らかな水のように～私たちの1945～（2021年7月21日～7月25日、中野・ポケットスクエア劇場HOPE） -　我那覇文 役[15][10]
- 水深ゼロメートルから（2021年11月3日-7日、「劇」小劇場） -　ミク 役[16][5]

### ラジオ番組
- 中高生の基礎英語 in English（2021年4月 - 2023年3月、NHKラジオ第2放送） - 生徒[10][2]

### CM
- 日本ユニシス オンラインイベント「BITS2021」オープニングムービー（2021年6月）[5]
- サンスター「健康道場」ブランドムービー あなたを想えば 篇 （2021年7月1日～2023年6月）[10][5]
- 三菱ケミカルホールディングス 企業CM 「未来の水・食料」 編 （2022年1月6日～2023年1月5日）[10]
- 中国電力ネットワーク 企業CM 「暮らし」 篇 （2022年4月～2024年3月）[10]
- 伊藤忠商事 暮らす。愛する。商いする。「衣食住物語 2023冬　"朝"」 篇（2023年1月～6月）[10]
- NTTドコモ 企業広告 「ドコモミライQuestion」（2023年4月～）[10]
- ロッテ 「クーリッシュ」 （2023年4月～）[10]
- ライオン 「バファリンルナi」（2023年10月～）[10]